# 小行星8132
小行星8132（英語：8132 Vitginzburg）是一颗围绕太阳公转的小行星。1976年12月18日，柳德米拉·切爾尼赫在克里米亚发现了此天体。
这颗小行星的绝对星等为159.4573708740999等。